# Uriel Martínez (atleta)
Uriel Martínez es un deportista mexicano que compitió en atletismo adaptado. Ganó dos medallas en los Juegos Paralímpicos de Arnhem 1980.

## Palmarés internacional
| Juegos Paralímpicos | Juegos Paralímpicos   | Juegos Paralímpicos | Juegos Paralímpicos |
| Año                 | Lugar                 | Medalla             | Prueba              |
| ------------------- | --------------------- | ------------------- | ------------------- |
| 1980                | Arnhem (Países Bajos) | Medalla de plata    | 4 × 100 m 2-5       |
| 1980                | Arnhem (Países Bajos) | Medalla de bronce   | 800 m 4             |